# Zuchwil
Zuchwil is een gemeente en plaats in het Zwitserse kanton Solothurn en maakt deel uit van het district Wasseramt.
Zuchwil telt 8958 inwoners.